# 真崎麻衣
真崎 麻衣（まさき まい、1977年9月28日 - ）は、日本のレースクイーン、タレント。東京都出身。エイベックス・マネジメント所属。

## 人物・来歴
- 趣味：ウェイクボード、洋服作り、ドライブ
- 特技：新体操、ダンス
- 1996年、TRF HONDA鈴鹿8耐
- 1998年、avexイメージガール
- 1999年、AZZECTイメージガール
- 2000年、全日本GT選手権イメージガール『PASSION2000』
- 2003年～2004年、GT選手権「RE雨宮」イメージガール
- 2003年、パンクラスラウンドガール
- 2004年、K-1 WORLD MAXラウンドガール
- 2004年、BayFMサマーキャンペーンガール
- 2007年～2008年、スリーワン「apr31」イメージガール
- 2008年10月23日、アメーバブログを開設し、これを利用して「わらしべ長者」企画をすることになる。ファンと品物を交換し、半年間でそれが100万円相当にならなければ、事務所を解雇という過酷な試練である。

## 出演

### テレビドラマ
- 早乙女タイフーン（テレビ朝日・2001年）
- 九龍で会いましょう（テレビ朝日・2002年）

### バラエティ
- 平成女学園（テレビ東京・1997年出演）
- とんねるずの生でダラダラいかせて!!「カート勝負企画」(日本テレビ・1998年出演）
- スキヤキ!!ロンドンブーツ大作戦「ヤミスキ」（テレビ東京・1999年出演）
- BSブランチ（BS-i）

### 映画
- ファイト☆ガールズ（2003年）

### CM
- ウイダーinゼリー（森永製菓）
- アイス・ガイ（森永製菓）
- オニキス
- 東芝

## リリース作品

### DVD
- 「Body Machine」（ベガファクトリー・2003年3月）
- 「レースクイーンの女神たち」（ソニーピクチャーズ・2003年8月）
- 「relax」（2004年11月）

### CD
- 「SUPER EUROBEAT presents GTC SPECIAL 2000~NONSTOP MEGAMIX~」（avex trax・2000年4月19日発売） 曲名『HEARTBEAT』